# Rajella ravidula
Rajella ravidula és una espècie de peix de la família dels raids i de l'ordre dels raïformes.

## Morfologia
- Els mascles poden assolir 70 cm de longitud total.[1][2]

## Reproducció
És ovípar i les femelles ponen càpsules d'ous, les quals presenten com unes banyes a la closca.

## Hàbitat
És un peix marí i d'aigües profundes que viu entre 496-1.250 m de fondària.

## Distribució geogràfica
Es troba a Sud-àfrica, Namíbia i el Marroc.

## Observacions
És inofensiu per als humans.